# 福島ラーメン組っ!
福島ラーメン組っ!（ふくしまラーメンぐみっ）は、福島県を中心とした実在の人気ラーメン店の味や個性を萌え擬人化する企画。
キャッチコピーは『故郷の未来は、私たちが創作る。』。

## 概要
福島県出身のデザイナー・イラストレーターである髙橋わな美によって立ち上げられた企画。福島県内のラーメン店を主体としているが、2016年現在は福島県外である宮城県や山形県、東京都にまで進出し、幅広く活動している。2017年11月現在で31名（うちコラボレーション1名）の擬人化キャラクターがいる。2014年12月1日、萌えキャラ学会の正会員となった。

## 経緯
平成23年（2011年）3月11日の東日本大震災に伴う東京電力福島第一原発事故により、福島県産の農作物等に対して過酷な風評被害が発生したことで、福島県内の飲食店（特に作者が好んで食べていた各ラーメン店）が苦境に陥るなどしたことから、これを個人的に応援できないかと思案。同人活動の一環で店舗の萌え擬人化を考案し、サブカルチャーの分野から復興応援をはじめたことがきっかけである旨を、Twitter等において度々発信している。
平成25年（2013年）6月29日、Pixivの作者個人アカウントにおいて、コミックマーケット84 2日目（8月11日・東京国際展示場）への出場とともに、『福島ラーメン組っ！』を刊行する旨を告知した。 なお、このときは「ラーメン擬人化本」（註：本文ママ）と銘打っていた。
平成27年（2015年）12月31日、コミックマーケット88 3日目において、これまでの同人誌「ラーメン組っ！」「ラーメン組Wっ！」および「郡山・仙台凸撃篇」を統合、加筆・修正した『福島・宮城・山形ラーメン組っ!』が刊行された。2016年現在においては、これが最新の刊行物である。

### メディア出演
平成28年（2016年）1月2日、ラジオ福島「ふくしまの絆ステーション」に作者である髙橋が電話生出演し、本企画について紹介を行った。
- 髙橋はラジオ福島について「ラーメン組っの黎明期から応援いただいておりまして、実は今回3度目の放送でした。1回目の放送はラーメン組の同人誌もできていない頃で、最も古くから応援してくださっている方の一人（である）」[3]、また「まだまだサブカルにお固い福島、しかしいうなれば福島のマスコミでも1番シャレのわかる放送局といえるのではないかと思います」[4] と述べている。

平成28年（2016年）1月12日・13日および同月26日・27日、エフエム福島「福島トヨタここからモーニング」に作者・髙橋および声優・松崎優香（西ノ内ちゃちゃ。役）が出演した。
- 髙橋はラーメン組っ!の発端や今後の展望について、松崎は声優になったきっかけやキャラクターを演じる事についての意欲等を披露した。

平成29年（2017年）1月〜6月、ふくしまFMにて「FMラーメン組っ！」放送。全25回。作者・髙橋および声優・松崎優香（西ノ内ちゃちゃ。役）・公式コスプレイヤー・もみじが出演した。
- クラウドファンディングについては後述。

### クラウドファンディングの実施
平成28年（2016年）10月7日より同年11月14日23時59分までの期間、クラウドファンディングサイトCAMPFIREを用いてクラウドファンディングによる支援募集を実施した。
- プロジェクト名称は『福島ラーメン組っ!「ラジオ番組」制作プロジェクト』。
- 福島市の地元FM局で毎週1回・5分間の番組を半年間放送することを目標とするもの。番組内容は本企画の広報周知のほか、参加ラーメン店の代表者やファンへのインタビュー等を検討しており、それらの放送を経て民間・行政への認知度向上を図りたいとの狙いも、プロジェクトページにおいて公表している。
- プロジェクト目標資金は1,000,000円。その後、目標資金に到達したため同年11月10日にストレッチゴールを追加設定した結果、1,220,000円で募集を終了した。

### YOUTUBE内福島宮城ラーメン組っ！チャンネル
- FMラーメン組っ！では語りきれなかった話題を話す補足ラジオ番組。出演は髙橋わな美（イラストレーター）・岬優花（声優）・三浦円（声優）

### 参加するラーメン店および擬人化キャラクター
「ラーメン組っ！」は主に福島県中通り（福島市・郡山市）のラーメン店を皮切りに、宮城県・山形県・東京都のラーメン店が参加しており、店舗の擬人化キャラクターの造形について、ウェブサイトでは「それぞれの店とメニューの特長をとらえた擬人化キャラ」と説明している。
また、各キャラには何かしらの傷やケガ、故障、心のしこりといったものを抱いているが、これについて「福島の外食産業に対する風評被害の反映」であるとしており、それらを抱えつつも福島の食の復興を目指す姿としてデザインしている。
キャラクター並びに擬人化元となったラーメン店、初登場時期（インターネット公開・刊行物掲載等）、担当声優は以下のとおり。

### 福島県

#### 松川いずみ（まつかわ - ）
伊達屋（福島市）／「福島ラーメン組っ!」（以下「ラーメン組っ!」）　声優：結月春菜
- 初代同人誌「福島ラーメン組っ!」からのキャラクター。
- 生徒会長。なお、ラーメン組っ!キャラクターのうち数名は何らかの「学校／学園」に在校していることを伺わせる設定が存在し、いずみはその学内の生徒会長を務めている。（髙橋も過去、Twitter上で度々話題にしていた。）
- 実家はブロイラー農家「松川養鶏場」を営むが、先祖は伊達屋近くの古戦場で伊達正宗を撃退したといわれる小手六十三騎（おでろくじゅうさんき）の一人。これは慶長5〜6年（1600〜1601年）頃に発生した松川の戦いを指している。小手六十三騎は上杉家臣・須田長義（当時梁川城（伊達郡、現伊達市梁川町）を治めていた）の配下にあった武装集団で、領内の豪農らにより構成され、松川の戦いでは須田の指揮により伊達方と戦闘を行ったとされる。
- いずみが右目に掛けている眼帯は、上述の戦闘において正宗から奪ったものとされ、松川家に代々伝わる。なぜか外してはいけない鉄の掟がある。
- 普段は優しく頭脳明晰だが、「眼帯を取るとアホになる」という噂がある。

#### 吾妻ゆき（あづま - ）
ぬま屋（福島市）／「ラーメン組っ!」
- 初代同人誌「福島ラーメン組っ!」からのキャラクター。
- ダンス・ボーカル部。

#### 太田町なみえ（おおたまち - ）
自家製麺くをん（福島市）／「ラーメン組っ!」
- 初代同人誌「福島ラーメン組っ!」からのキャラクター。
- ボクシングジムに通う。リングネームは「オセロットなみえ」
- 生き別れの姉を探しており、その姉は矢野目みなみ（自家製麺えなみ）なのだがお互いに気づいていない。
- 西ノ内ちゃちゃ。（自家製麺ちゃちゃ。）の師匠。

#### 上名倉ニ子（かみなぐら にこ）
らーめん蓮（福島市）／「ラーメン組っ!」
- 初代同人誌「福島ラーメン組っ!」からのキャラクター。
- 帰宅部
- 大家族の次女

#### 大町タマ美（おおまち たまみ）
げんきだま（福島市）／「ラーメン組っ!」
- 初代同人誌「福島ラーメン組っ!」からのキャラクター。
- 異星から地球を侵略しにきた異星人。
- お供のライオンの名前はポコットルッコ。

#### 金谷川涼子（かなやがわ りょうこ）
麺や うから家から（福島市）／「ラーメン組っ!」
- 初代同人誌「福島ラーメン組っ!」からのキャラクター。
- 元レディースの養護教諭
- 金谷川スカイライン（福島市松川地区に実存する急勾配。通称）でバイク事故を起こすが、うから家からの無化調ラーメンを食べて復活。更生し養護教諭になった。

#### 二本松かすみ（にほんまつ - ）
麺処 若武者（二本松市）／「ラーメン組っ!」
- 初代同人誌「福島ラーメン組っ!」からのキャラクター。
- 二本松藩の開発した藩用人形決戦兵器。戊辰戦争での闘いの後、眠りについていたが東日本大震災の日に覚醒した。

#### 如月まどか（きさらぎ - ）
二階堂（福島市）／「福島ラーメン組Wっ!」（以下「Wっ!」）
- 同人誌第二弾「福島ラーメン組Wっ!」からのキャラクター。
- 福島の闇に蔓延る魑魅魍魎を退治する退魔師一派の一員（公式ツイッターより。同人誌では仁義の魔法少女と表記）
- お供のフクロウは使い魔で、名前は「稲葉ノ福太郎」（設定資料集より）
- 魔法アイテム（ドス）の名前は赤口丸（しゃっこうまる）（設定資料集より）
- 開成山ムツキを親方様と呼ぶ。（退魔師一派の元締めが開成山ムツキであり、如月はその部下と公式ツイッターで発言されている）

#### 矢野目みなみ（やのめ - ）
自家製麺えなみ（福島市）／「Wっ!」

#### 八島田龍美（やしまだ たつみ）
横浜家系 龍（福島市）／「Wっ!」

#### 坦ノ腰水菜（たんのこし みな）
麺屋 信成（郡山市）／「Wっ!」

#### 五ツ種たまを（いつくさ - ）
たなつものSHOKUDOU（福島市）／「Wっ!」

#### 五ツ種たまき（いつくさ - ）
ShizenMarcheたなつもの屋（福島市）／インターネット公開

#### 西ノ内ちゃちゃ。（にしのうち ちゃちゃまる）
自家製麺じゃじゃ。（郡山市）／「郡山・仙台凸撃篇」（以下「凸撃篇」）

#### 開成山ムツキ（かいせいざん - ）
支那そば 正月屋（郡山市）／「凸撃篇」

#### 八丁目つづみ（はっちょうめ - ）
麺処あんかつ（福島市）／インターネット公開

### 宮城県

#### 黒川ミサ子（くろかわ みさこ）
ヘルズキッチン（黒川郡富谷町・現富谷市）／Mは「Wっ！」、Sは「凸撃篇」

#### 鳳つばさ（おおとり - ）
麺匠ぼんてん（仙台市）／「凸撃篇」

#### 月影魔子（つきかげ まこ）
魔界ラーメン月光（仙台市）／「凸撃篇」

#### 仮谷よし子（かりや よしこ）
らーめんよっちゃん（仮）（仙台市）／インターネット公開

#### 富ヶ丘ゆうき（とみがおか ゆうき）
麺や遊大（黒川郡富谷町・現富谷市）／インターネット公開

### 山形県

#### コダマ＝レイ少尉（こだま れい（しょうい））
らー麺たまや零式（山形市）／インターネット公開

### 東京都

#### 七竃こまち（ななかまど こまち）／七竈　糀（- こうじ）・醸（- じょう）
麺や 七彩（中野区）、糀・醸はTOKYO味噌ラーメン江戸甘（千代田区）／「Wっ！」、糀・醸はインターネット公開

#### 馬場鷹嶺（ばば たかね）
屋台らーめん鷹流（新宿区）／インターネット公開